# Esaïe Djikoloum
Esaïe Djikoloum (ur. 3 października 1991 w Ndżamenie) – czadyjski piłkarz grający na pozycji prawoskrzydłowego. Od 2016 jest zawodnikiem klubu AS CotonTchad.

## Kariera klubowa
Swoją karierę Djikoloum rozpoczął w klubie AS CotonTchad. W 2007 roku zadebiutował w jego barwach w pierwszej lidze czadyjskiej. W 2009 został wypożyczony do libańskiego Riada Wal Adab Club. Następnie wrócił do AS CotonTchad, w którym grał do końca 2012 roku. Wraz z tym klubem zdobył Puchar Czadu w 2009 roku. W 2013 roku występował w ASLAD de Moundou, z którym również zdobył Puchar Czadu. W latach 2014–2015 był piłkarzem Renaissance FC. W 2015 wrócił do AS CotonTchad. W sezonach 2018 i 2019 wywalczył z nim dwa wicemistrzostwa kraju.

## Kariera reprezentacyjna
W reprezentacji Czadu Djikoloum zadebiutował 2 czerwca 2007 roku w przegranym 0:4 meczu kwalifikacji do Pucharu Narodów Afryki 2008 z Południową Afryką. Od 2007 do 2020 wystąpił w kadrze narodowej 13 razy.